# Vladimir Bartol
Vladimir Bartol [vládimir bártol], slovenski pisatelj, dramatik, esejist, publicist, biolog-lepidopterolog * 24. februar 1903, Sveti Ivan, Trst, Avstro-Ogrska (danes Italija), † 12. september 1967, Ljubljana, Slovenija.
Najbolj znan je po romanu Alamut, ki je izšel leta 1938 in bil preveden v več kot 20 jezikov.

## Življenje
Rojen je bil kot tretji otrok v meščanski družini poštnemu uslužbencu Gregorju Bartolu in pisateljici Marici Bartol-Nadlišek. Starša sta mu nudila izvrstno izobrazbo, saj ga je mama seznanila s slikanjem, oče pa mu je razlagal biologijo. V avtobiografiji se je opisal kot pretirano občutljivega otroka, ki se je sam sebi zdel kot malce drugačen otrok z bogato fantazijo. Navduševale so ga mnoge stvari, najraje pa je imel biologijo, filozofijo, psihologijo, likovno umetnost in seveda literaturo, pa tudi gledališče. Kot znanstvenik je tudi zbiral in raziskoval metulje, nazadnje za Biološki inštitut Jovana Hadžija SAZU. 
Šolo je obiskoval v Trstu, vendar se je moral kot zaveden Slovenec po prihodu fašistov na oblast umakniti v Ljubljano. Tam je dokončal srednjo šolo, nato se je vpisal na univerzo in študiral biologijo in filozofijo. Posebno se je navduševal nad delom Sigmunda Freuda. Leta 1925 je doktoriral je pri profesorjih Francetu Vebru in Jovanu Hadžiju in v letih 1926 in 1927 nadaljeval študij na Sorboni v Parizu. Leta 1928 je služil vojsko v Petrovaradinu v Srbiji. V letih 1933 in 1934 je prebival v Beogradu in tam urejal Slovenski beograjski tednik. Po vrnitvi v Ljubljano je živel kot svobodni umetnik do leta 1941. Na povabilo Josipa Vidmarja se je 1941 pridružil OF in med vojno deloval najprej kot blagajnik kulturniške sekcije, pozneje kot član njenega propagandnega odseka. Po drugi svetovni vojni je najprej delal kot tajnik Slovenskega narodnega gledališča v Ljubljani, nato pa se je vrnil kulturno delovat v Trst. Leta 1956 je nastopil mesto tajnika na SAZU in tam delal do smrti.
Nanj so vplivali filozofija Friedricha Nietzscheja, Machiavellijeve ideje, ekspresionizem in psihoanaliza. Njegova besedila govorijo o volji do moči, o resnici in prevari in manipulaciji z ljudmi. Njegova literatura je odstopala od sočasne literature socialnega realizma. Zanimanje zanj doma in v tujini se je močno povečalo s ponatisi in prevodi v 80. letih 20. stoletja. 
Vladimir Bartol je kot eden izmed več kot sto tisoč primorskih beguncev simpatiziral z organizacijo TIGR in po mnenju svojega sodobnika kritika Lina Legiše prek alegorij iz islamskega sveta govoril o njenem boju, tudi v zbirki Al Araf in romanu Alamut.

## Dela
- Lopez (1932, drama)
- Al Araf (1935, zbirka kratkih novel)
- Alamut (1938, roman)
- Empedokles (1945)
- Tržaške humoreske (1957, zbirka kratkih novel)
- Čudež na vasi (1984, roman)
- Don Lorenzo (1985, novela)
- Med idilo in grozo (1988, zbirka novel)
- Zakrinkani trubadur (1993, izbor esejev)
- Mladost pri Svetem Ivanu (2001, avtobiografija)
- Pisma iz blaznice (2024, dve kratki zgodbi: Pozni zdravnik in Prebujenje)